# Corynoptera ancylospina
Corynoptera ancylospina är en tvåvingeart som beskrevs av Werner Mohrig 1999. Corynoptera ancylospina ingår i släktet Corynoptera och familjen sorgmyggor. Inga underarter finns listade i Catalogue of Life.